# Nekropola u Gizi
Nekropola u Gizi je arheološko područje na Visoravni Gize u okolini Kaira u Egiptu. Ovaj kompleks antičkih monumentalnih građevina uključuje tri piramide poznate kao Velike piramide, masivnu skulpturu Velike sfinge, nekoliko groblja, radničko selo i industrijski kompleks. Nalazi se na 9 kilometara unutar pustinje od starog grada Gize na rijeci Nil i oko 25 kilometara od središta grada Kaira. Piramide su postale popularne u helenističkom razdoblju kada su postale jedno od Sedam svjetskih čuda. To je najstarije svjetsko čudo i jedino koje još uvijek postoji.

## Piramide

### Keopsova piramida
Keopsova piramida izgrađena je po nalogu faraona Kufua (kako su ga Egipćani zvali ili Keopsa, kako su ga Grci zvali), vladara četvrte dinastije, oko 2560. pr. Kr. kao njegova grobnica. Tradicija gradnje piramida započela je u starom Egiptu kao otmjenija varijanta mastabe, odnosno platforme koja natkriva kraljevsku grobnicu. Ova veza se najbolje može vidjeti na primjeru Stepenaste piramide kralja Zosera u Sakari koju je podigao poznati egipatski arhitekta Imhotep. 
Piramida je visoka 138,75 metara, dužine 225 metara i obuhvata površinu od 5,3 hektara i jedina je piramida koja ima i uzlazne i silazne hodnike. Kada je izgrađena bila je visoka 145,75 m, ali je tijekom godina vrh urušen za oko 10 m. Prema pisanju Herodota, pripreme za gradnju Keopsove piramide trajale su više od dvadeset godina. Na njoj je radilo 100.000 ljudi, dvadeset godina po tri mjeseca godišnje, u vrijeme poplave Nila, kada se nije mogla obrađivati zemlja. Radili su robovi i seljaci. U Keopsovu piramidu ugrađeno je oko 2,5 milijuna blokova, isklesanih u kamenolomu na desnoj obali Nila. Blokovi su od vapnenca, bazalta i granita, bili su teški od dvije do četiri tone (u prosjeku 2,5, maksimalno 7,5). Veliki granitni blokovi s kojima je građen plafon za kraljevski salon, težili su preko pedeset tona. 
Završni, pokrivni sloj (koji je propao tijekom vremena) činio je građevinu izvana veoma glatkom. Iako se ne zna kako su blokovi postavljani, postoji nekoliko mogućih teorija. Jedna teorija podrazumijeva korištenje ravne ili spiralne rampe koja se podizala kako je građevina građena uvis, dok druga teorija pretpostavlja korištenje dugačkih poluga. Glavni nadzornik radova na Keopsovoj piramidi bio je vjerojatno Hemiunu, Keopsov nećak. 
Ulaz se nalazi na sjevernoj strani. Više prolaza, galerija i hodnika vodi ili u glavnu odaju kraljevske grobnice ili u pomoćne prostorije. Kraljevska grobnica nalazi se u središtu piramide. Sarkofag je napravljen od crvenog granita, kao i zidovi grobnice, sarkofag je za samo 1 cm uži od ulaza u grobnicu. Ugao stranica u odnosu na osnovu iznosi 51 stupanj i 51 minuta. Svaka strana je pažljivo orijentirana prema jednoj od četiri strane svijeta. Vodoravni presjek građevine uvijek je kvadratan u bilo kom dijelu, a dužina stranice osnove iznosi točno 229 m. Cijela građevina se sastoji od približno 2 milijuna kamenih blokova od kojih svaki teži više od dvije tone.
Keopsova piramida bila je najviša građevina na Zemlji tijekom 4300 godina i koju su nadvisile druge građevine tek krajem 19. st. Prostor koji zauzima Velika piramida dovoljan je da unutar sebe obuhvati katedralu Svetog Petra u Rimu i katedrale u Milanu i Londonu - zajedno. 
Istočno od piramide su tri sporedne piramide namijenjene kraljicama, grobnica kraljice majke Heteferes, grobnica kraljice Meritites i (vjerojatno) grobnica kraljice Henutsen.